# قاعدة ليشفيلد الجوية
قاعدة ليشفيلد الجوية (إيكاو: ETSL) هي قاعدة تابعة لسلاح الجو الألماني وتقع على بُعد 1 كيلومتر شرق لاغرلشفيلد في ولاية بافاريا، على بُعد حوالي 20 كيلومترا جنوب آوغسبورغ على الطريق الوطني 17.

## التاريخ
بدأت عمليات الطيران العسكري للجيش الألماني في قاعدة ليخفيلد عام 1912، ولكن منعت بعد الحرب العالمية الأولى. استئنفت عمليات الطيران في عام 1934 وافتُتِحت مدرسة طيران. استخدمت ورشة عمل مسرشميت في آوغسبورغ لاغرلخفيلد أيضًا كمطار تجريبي. قام أدولف غالاند بأول رحلة له على متن مسرشميت مي 262 في 22 مايو 1943، وهي مقاتلة نفاثة مزدوجة المحركات متقدمة للغاية. قال لهيرمان غورينغ: "كأن الملائكة تدفعني." في أبريل 1944، بدأت وحدة اختبار خدمة خاصة للقوات الجوية الألمانية تدريب الطيارين العمليين على مي 262A. ودمرت معظم المباني بحلول عام 1945 بعد العديد من الهجمات الجوية.[بحاجة لمصدر]

## روابط خارجية
- الصفحة الرئيسية لسلاح الجو الألماني ( بالألمانية )
- Airport information for ETSL at Great Circle Mapper.
- Airport information for ETSL at World Aero Data. Data current as of October 2006.